# Paracheirodon
Paracheirodon es un género de peces tropical de agua dulce de la familia Characidae.

## Especies
- Paracheirodon axelrodi (L. P. Schultz, 1956)[1]
- Paracheirodon innesi (G. S. Myers, 1936)[1]
- Paracheirodon simulans (Géry, 1963)[1]